# MÁV-Baureihe V40
Die MÁV-Baureihe V40 war eine elektrische Lokomotive der ungarischen Staatsbahn MÁV und die erste serienmäßig mit dem Kandó-Stangenantrieb ausgestattete Elektrolokomotive.

## Geschichte
Strom für die Elektrifizierung des Bahnverkehrs konnte in Ungarn am wirtschaftlichsten dem landesweiten 50-Hz-System entnommen werden. Daher entwickelte Kálmán Kandó das nach ihm benannte Antriebssystem, das auf Einphasenwechselstrom-Fahrleitungen und Drehstrom-Fahrmotoren als Antrieb beruht. Die Umwandlung des Stromes für den Fahrmotor besorgt der sogenannte Phasenumformer. Nachdem von 1923 an eine Versuchslokomotive von Budapest aus die theoretischen Überlegungen bestätigte, wurde von 1932 bis 1935 die Strecke von Budapest nach Hegyeshalom mit dem Stromsystem 16 kV 50 Hz elektrifiziert. Die ersten serienmäßig betriebenen Lokomotiven waren die Fahrzeuge der MÁV-Baureihe V40.
Die Lokomotiven gelten als Universallokomotiven mit einer Höchstgeschwindigkeit von 100 km/h. Insgesamt 29 Lokomotiven dieser Reihe waren auf der genannten Strecke eingesetzt. In den 1960er-Jahren wurde das Bahnstromsystem in Ungarn einheitlich auf 25 kV 50 Hz umgestellt. Das war der Grund, die Kandó-Lokomotiven auszumustern und durch neuere Baureihen zu ersetzen. Von der MÁV-Baureihe V40 soll die V40,001 als Denkmallok erhalten geblieben sein; die Lokomotive trug schon 1933 eine Erinnerungstafel an ihren Erfinder Kálmán Kandó. Die V40,016 ist im Bahnhistorischen Park  Budapest erhalten, nachdem sie jahrelang am Budapester Ostbahnhof stand.

## Technische Merkmale
Der von der Fahrleitung übernommene Einphasenwechselstrom wurde mit dem Phasenumformer in Drehstrom umgewandelt und mit dem optimalen Leistungsfaktor dem Fahrmotor übergeben. Das war der Grund, weshalb die MÁV-Baureihe V40 mit Stangenantrieb betrieben wurde: die Phasenumformung auf mehrere einzeln angetriebene Fahrmotoren wurde noch nicht beherrscht.
Primäres Bauteil der Lokomotive war der Flüssigkeitsanlasser, der als sogenannter Beschleuniger zwischen den Dauerfahrstufen diente. Dieses Aggregat arbeitete als Flüssigkeitswiderstand, der eine gleichmäßige Beschleunigung beim Anfahren und beim Wechseln auf eine höhere Geschwindigkeitsstufe ermöglichte. Als Widerstandsmittel diente eine 0,5-prozentige Sodalösung, die beim Anfahren der Lokomotive und beim Beschleunigen ein immer höheres Niveau erreichte und dadurch zwischen den Elektrodenplatten eine Verbindung von gleichmäßig abnehmendem Widerstand gewährleistete. Die Beschleunigung konnte der Lokführer auf einem separaten Hebel neben der Geschwindigkeitsstufe einstellen.
Mechanisch war die Lokomotive als Einrahmenlokomotive aufgebaut. Die zweite und dritte Antriebsachse hatten Seitenspiel. Die Laufachsen waren mit der benachbarten Antriebsachse in einem Krauss-Helmholtz-Lenkgestell vereinigt.